# Steppa di Kuraj
La steppa di Kuraj (in russo Курайская степь?), o steppa Kurajskaja, è un bacino intermontano dei monti Altaj attraversato dal fiume Čuja. Si trova in Russia, nel Koš-Agačskij rajon della Repubblica dell'Altaj. 

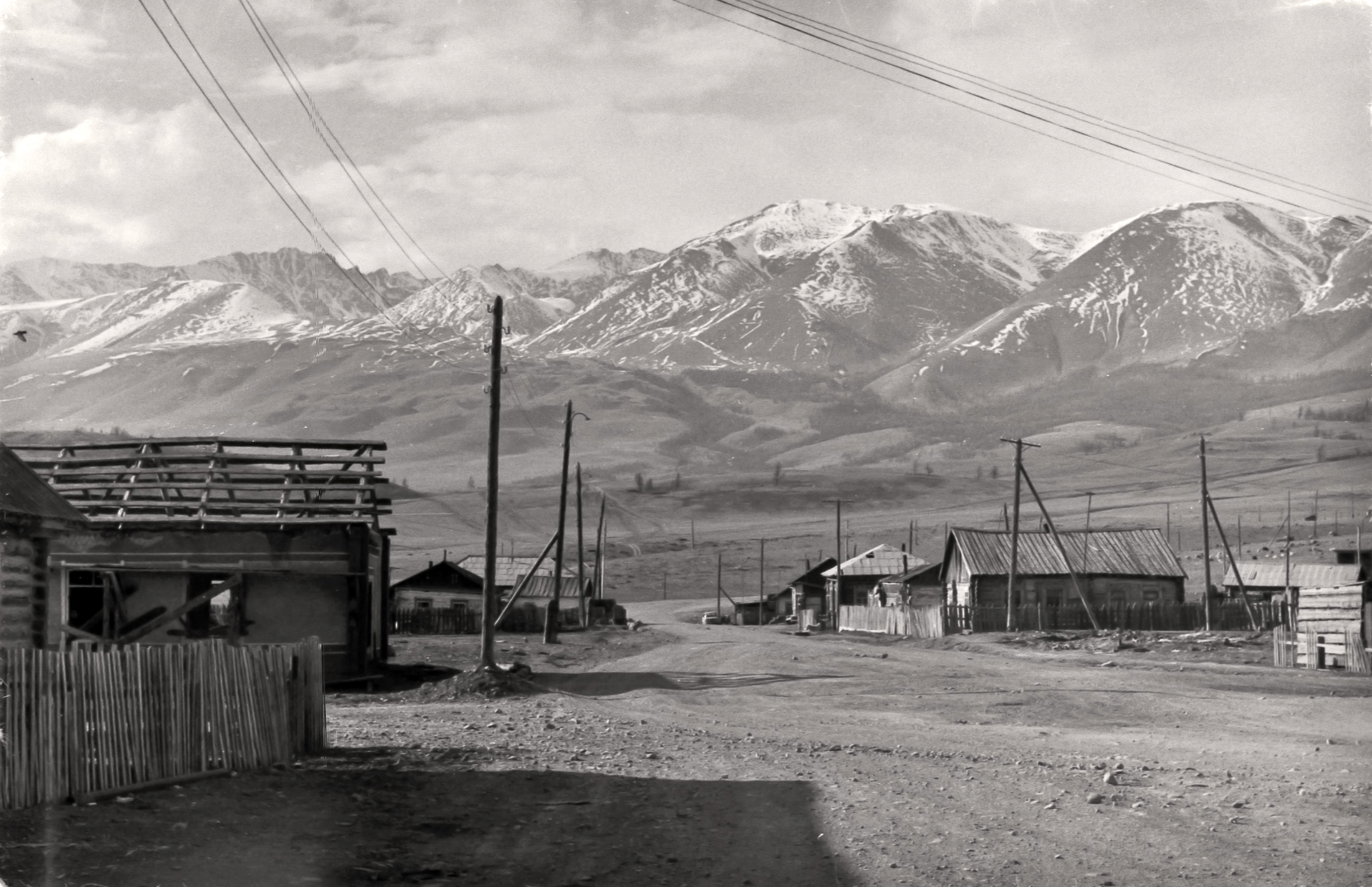
Il villaggio di Kuraj (foto del 1989)

## Territorio
Il bacino si trova tra le creste dei monti Kurajskij e dei Severo-Čujskij a un'altitudine di 1500–1600 m sul livello del mare, il diametro dell'area va dai 15 ai 25 km. Il versante settentrionale del bacino è ripido e breve, quello meridionale ha un andamento più dolce. l fondo piatto è composto da sedimenti lacustri di sabbia e ghiaia.
Al centro della steppa, che è attraversata dalla strada R256, si trova il villaggio di Kuraj.

### Flora e fauna
Sull'altopiano desertico predomina una vegetazione caratteristica delle steppe del deserto della Mongolia. Solo nella valle fluviale della Čuja, lungo le rive del fiume, ci sono pioppi, salici del Kuraj (Salix ledebouriana del Kuraj), boschetti di Hippophae di colore giallo e olivello spinoso. La caragana cresce sulle colline aride; tra gli arbusti della valle si trovano, tra l'altro, i nontiscordardimé, la parnassia e la Saxifraga punctata.
La fauna della steppa è rappresentata da mustelidi, lepri, volpi e lupi. Gru e cicogne si trovano lungo le rive del fiume.

## Archeologia
La steppa di Kuraij è ricca di siti archeologici. Nella valle della Čuja sono stati rinvenuti numerosi tumuli, sculture di donne, iscrizioni su pietra e resti di antichi sistemi di irrigazione che appartengono all'antica cultura turca, chiamata "Kuraj". Sulla riva sinistra della Čuja c'è una statua di donna chiamata "Kezer", scolpita in granito grigio verdastro. Vi sono sepolture con un cavallo dei secoli VIII e IX.